# アキュイティー
アキュイティー株式会社（英：Acuity Inc.）は、日本のAI（人工知能）・画像処理システム企業である。センシングを中心としたDX（デジタルトランスフォーメーション）のコンサルタントおよびシステム開発・販売ならびにそれらに関するサービス提供を行っている。

## 概要
画像及び周辺領域における知見をもとに、2018年よりAI（人工知能）及び画像処理の独自システム開発に事業の幅を拡げ、主に製造業や物流業におけるDX（デジタルトランスフォーメーション）化ソリューションを展開。目視検査の自動化や移動体の自動制御など、既存製品では実現することができなかった数々の自動化ソリューションを構築。様々な領域で省人化、自動化、工数短縮、技術伝承等を実現している。
Acuityとは、“人間の視覚や聴覚といった能力“と“鋭敏さ“という意味を併せ持つ英単語。画像に専門性を持つ同社が、世の中に鋭敏なデジタルの視覚をひとつでも多く実装し、曖昧さをなくしていくことで、世の中の発展と安心安全な社会を実現するという思いを込めて命名。

## 歴史
2015年（平成27年）3月に、画像処理業界で20年近い経歴を持った佐藤眞平がアキュイティー株式会社（Acuity Inc.）の前身であるオプティトラック・ジャパン株式会社（OptiTrack Japan,Ltd.）を設立。モーションキャプチャシステム「OptiTrack」の製造元である米国NaturalPoint社と世界で唯一テクニカルパートナーシップ契約を結んだ代理店として活動を開始。OptiTrackで取得したデータから速度や角度等の物理量を解析・評価するソフトウェア「SKYCOM」を自社開発、同年9月にリリースしている。
同ソフトウェア内の一部の機能において、2015年（平成27年）9月10日に特許を出願。2019年（令和元年）3月1日に特許を取得している（特願2015-178122,特開2017-053739,特許6485964）。 2017年（平成29年）11月には3次元視線解析ソフトウェア「SKYCOM EYE」、翌2018年（平成30年）6月には3次元寸法測定ソフトウェア「SKYCOM TOUCH」等、SKYCOMシリーズのリリースを行っている。
2019年（令和元年）6月3日、アキュイティー株式会社（Acuity Inc.）に商号変更し、OptiTrackを中心とした動きを数値化するシステムのプロデュース・ソフトウェア開発・技術サポートを引き続き提供するとともに、床反力計（フォースプレート）や視線計測機と同期収録、動作の取得・解析できるソフトウェアも開発している。
スポーツ分野や医療分野での動作分析から、ものづくりメーカーにおける計測機器としての活用、ロボット制御やVR・ARへの応用など、多岐にわたる分野で事業を展開。「一般社団法人スポーツ能力発見協会」が展開するスポーツ能力測定会「SOSU」のシステムを株式会社プライムラボと共同で開発している。
2019年（令和元年）からは、不織布マスクや射出成形された樹脂成形品などの自動検査装置、画像位置測位における、人流や製造ライン作業の見える化、移動体制御システム等を構築。画像処理、AI（人工知能）、点群処理等を用いて、目的ドリブンでセンサーの選択から処理手法の最適解を選択実装することにより、実現が困難であった課題に対して、安定的に運用可能なシステムを数多く創出している。

## 主な製品
- Skycom（3次元変位解析ソフトウェア）
- Skycom Eye（3次元視線解析ソフトウェア）
- Skycom Touch（ハンディープローブ式CMM）
- Pokayoke（組付トレーサビリティシステム）
- Human Tracker（作業見える化システム）
- OptiTrack（光学式モーションキャプチャシステム）
- Shadow（慣性式モーションキャプチャシステム）
- AI MachineVision（AIピッキングソフトウェア）